# Cyarda granulata
Cyarda granulata är en insektsart som beskrevs av Lethierry 1890. Cyarda granulata ingår i släktet Cyarda och familjen Flatidae. Inga underarter finns listade i Catalogue of Life.